# Länsväg 291
De Zweedse weg 291 (Zweeds: Länsväg 291) is een provinciale weg in de provincie Uppsala län in Zweden en is circa 12 kilometer lang.

## Plaatsen langs de weg
- Mehedeby
- Marma
- Älvkarleby

## Knooppunten
- E4 bij Mehedeby (begin)
- Riksväg 76 bij Älvkarleby (einde)